# کلسیتریول
کلسی‌تریول (به انگلیسی: Calcitriol)
رده درمانی: شکل فعال ویتامین دی.
اشکال دارویی: آمپول، خوراکی و موضعی.

## موارد مصرف
هیپوکلسمی، هیپرپاراتیروئیدی. کلسی تریول تزریقی در کنترل و درمان هیپوکلسمی به خصوص در بیماران مبتلا به دیالیز مزمن کلیوی به کار می‌رود. کلسی تریول می‌تواند به طرز چشم‌گیری باعث کاهش سطوح بالای هورمون پاراتیروئید گشته و در نتیجه روند استئودیستروفی کلیوی کاهش می‌یابد.
کلسیتریول همچنین گاهی به صورت موضعی و خوراکی در درمان پسوریازیس و به صورت خوراکی در درمان آرتریت پسوریاتیک استفاده می‌شود.

## مکانیسم اثر
کلسی تریول فرم فعال ویتامین D۳ یا کوله کلسیفرول است. ذخیره طبیعی یا داخلی ویتامین D در انسان اساساً بستگی به اشعه ماوراء بنفش داشته که در نتیجه آن ۷- دهیدروکولسترول به ویتامین D۳ در پوست تبدیل می‌شود. ویتامین D۳ پیش از بروز تأثیرش بر روی بافت‌های هدف باید از نظر متابولیکی در کبد و کلیه فعال شود. تغییر اولیه در نتیجه حضور آنزیم Vitamin D۳–۲۵ هیدروکسیلاز در کبد تسریع می‌شود و محصول حاصل از این واکنش ۲۵-(OH) D۳ یا کلسی فدیول نامیده می‌شود. هیدروکسیلاسیون بعدی در میتوکندری‌های بافت کلیه انجام می‌شود و این واکنش به وسیله ۲۵-hydroxyvitamin D۳–۱-α-hydroxylase فعال شده و در نهایت ۱٬۲۵-(OH)2D۳ (کلسی تریول) را که فرم فعال ویتامین D۳ است به وجود می‌آورد.
محل‌های عملکرد کلسی تریول شامل روده، استخوان، کلیه و غده پاراتیروئید است. کلسی تریول فعال‌ترین فرم شناخته شده ویتامین D۳ است که انتقال کلسیم روده‌ای را تحریک می‌کند. نشان داده شده‌است که کلسی تریول در رت‌های دارای اوره بالا و حاد، جذب کلسیم روده‌ای را تحریک می‌کند. در استخوان، کلسی تریول به همراه هورمون پاراتیروئید جذب مجدد کلسیم را تحریک می‌کند. در کلیه کلسی تریول باعث جذب مجدد توبولی کلسیم می‌شود. نتایج تحقیقات حاکی از آن است که کلسی تریول به صورت مستقیم ترشح و ساخت هورمون PTH را سرکوب می‌کند. در بیماران اورمیک به علت عدم عملکرد صحیح کلیه مقاومتی علیه تبدیل فرم غیرفعال ویتامین D به فرم فعال آن یعنی کلسی تریول وجود دارد.
کلسی تریول هنگامی که از طریق تزریق بولوس استفاده شود، سریعاً وارد گردش خون می‌شود. متابولیت‌های ویتامین D از طریق خون انتقال یافته و به پروتئین‌های مشخصی باند می‌شوند. فعالیت فارماکولوژیکی یک دوز از کلسی تریول تزریقی ۳ تا ۵ روز است. دو مسیر متابولیکی شناخته شده برای کلسی تریول شامل تبدیل این ماده به ۱٬۲۴٬۲۵-(OH)3D۳ و کلسی تریوئیک اسید هستند.

## عوارض جانبی
مصرف بیش از حد هرگونه از اشکال ویتامین D خطرناک است. هایپرکلسمی که به علت مصرف بیش از حد ویتامین D و سایر متابولیت‌هایش به وجود می‌آید ممکن است تا آنجایی شدید باشد که نیاز به مراقبت‌های اورژانسی به وجود می‌آید. هایپرکلسمی مزمن می‌تواند منجر به کلسیفیکاسیون عمومی عروق، نفروکلسینوزیس “nephrocalcinosi” و کلسیفیکاسیون سایر بافت‌های نرم شود. حاصلضرب مقدار کلسیم سرم در میزان فسفات (ca×p) نباید از عدد ۷۰ تجاوز کند. خواب‌آلودگی، سردرد، سرگیجه، تب و کسالت. گوارشی: تهوع، اسهال، استفراغ، زردی، بی‌اشتهائی، خشکی دهان، یبوست، کرامپ. عصبی عضلانی: آرترالژی، کاهش رشد استخوانی.

## نگارخانه

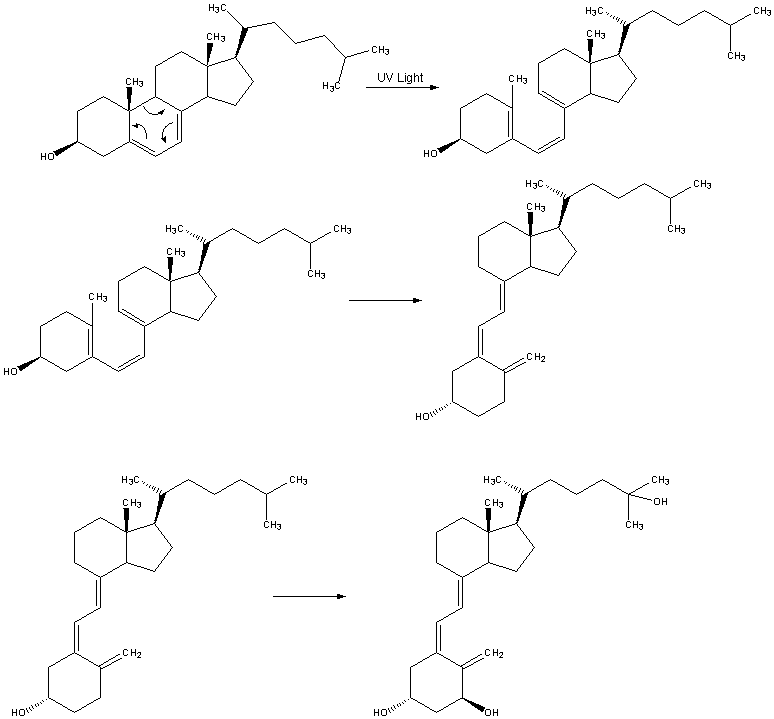